# رئيس الحزب الشيوعي الصيني
رئيس اللجنة المركزية للحزب الشيوعي الصيني (بالصينية: 中国共产党中央委员会主席) هو منصب زعيم الحزب الشيوعي الصيني. تأسس المنصب في المؤتمر الوطني الثامن عام 1945 وأهمل في المؤتمر الوطني الثاني عشر عام 1982، ليحل محله منصب الأمين العام للحزب الشيوعي الصيني. وجدت مناصب أخرى مثل رئيس اللجنة التنفيذية المركزية ورئيس اللجنة المركزية في 1922-1923 و1928-1931 على التوالي.

## التاريخ والوظائف

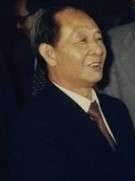
هو ياوبانغ، سياسيًا بارزًا في الحزب الشيوعي الصيني.

عمل تشين دوكسيو (سكرتير الحزب) بين عامي 1922 و1925 رئيسًا للجنة التنفيذية المركزية (بالصينية: 中央执行委员会委员长)، ولكن غيّر الاسم إلى السكرتير العام للجنة التنفيذية المركزية في عام 1925. ظهر هذا المنصب لأول مرة في مارس 1943، عندما قرر المكتب السياسي للحزب الشيوعي الصيني إقالة تشانغ وينتيان من منصب الأمين العام للحزب. وتعيين ماو تسي تونغ، الذي كان الزعيم «الفعلي» للحزب منذ المسيرة الطويلة، رئيس للمكتب السياسي للجنة المركزية للحزب الشيوعي الصيني (بالصينية: 中国共产党中央政治局主席). اقترح المؤتمر الوطني السابع للحزب الشيوعي الصيني منصب رئيس اللجنة المركزية في دستور الحزب، وفي عام 1956 منح الأمين العام الإدارة اليومية لأمانة الحزب. انتخب اللجنة المركزية الرئيسفي جلسة عامة وله صلاحيات كاملة على اللجنة المركزية والمكتب السياسي ولجنته الدائمة.
قدم دستور الحزب الشيوعي الصيني في عام 1956 منصب نائب الرئيس المتعدد؛ ومنذ عام 1945، كان أعضاء الأمانة العامة يمارسون منصب نائب الرئيس. كان ليو شاوتشي أعلى نائب رئيس من 1956 إلى 1966.
قدم دستور الحزب لعام 1969 (الذي اعتمده المؤتمر التاسع) منصب نائب رئيس واحد، من أجل إعطاء المزيد من السلطة للين بياو خلفًا لماو. أعاد دستور 1973 (الذي اعتمده المؤتمر العاشر) تقديم نائب الرئيس الجماعي. في عام 1976، تم تعيين هوا جوفينج نائبا أول لرئيس اللجنة المركزية، وهو المنصب الذي شغله سابقا بشكل غير رسمي كل من ليو شاوشي من 1956 إلى 1966. تشوان لاي من عام 1973 إلى عام 1975 ؛ ودنغ شياو بينغ في عام 1975 بصفته «نائب الرئيس المسؤول عن الأعمال اليومية للجنة المركزية».
عزز الدستور الصيني لعام 1975 تأثير الدولة على الحزب. عُرضت اللجنة المركزية (وبالتالي رئيسها) على المجلس الوطني لنواب الشعب. وجعلت المادة 15 الرئيس هو القائد الأعلى لجيش التحرير الشعبي. تم عكس هذه التغييرات من خلال دستور عام 1982 لجمهورية الصين الشعبية الذي وضع الحزب تحت الدولة وأنشأ اللجنة العسكرية المركزية للدولة بالتوازي مع اللجنة العسكرية المركزية للحزب.
على الرغم من أن هوا جيو فينج خلف ماو كرئيس للحزب، إلا أنه بحلول عام 1978 فقد سلطته أمام نائب رئيس دينغ شياو بينغ، الذي أصبح في ذلك الوقت الزعيم الفعلي للصين.
بحلول الثمانينيات، أرادت قيادة الحزب الشيوعي الصيني منع زعيم واحد من الصعود فوق الحزب، كما فعل ماو. وعليه، تم إلغاء منصب الرئيس عام 1982  نُقلت معظم مهامها إلى منصب الأمين العام للحزب الشيوعي الصيني الذي أعيد إحياؤه. تم نقل آخر رئيس للحزب، هو ياوبانغ، إلى منصب الأمين العام.
في أغسطس 2020، ذكرت صحيفة فاينانشيال تايمز أن الحزب الشيوعي الصيني يمهد الطريق للأمين العام شي جين بينغ ليصبح رئيس الحزب.

## قائمة رؤساء الحزب

### رئيس المكتب السياسي المركزي
1. ماو تسي تونغ (20 مارس 1943 - 19 يونيو 1945)

### رئيس اللجنة المركزية
1. ماو تسي تونغ (19 يونيو 1945 - 9 سبتمبر 1976)
2. هوا جوفينج (7 أكتوبر 1976 - 28 يونيو 1981)
3. هو ياوبانغ (29 يونيو 1981 - 11 سبتمبر 1982)

## قائمة نواب الرئيس
- اللجنة المركزية الثامنة (1956-1969)
  - ليو شاونشي (طُرد عام 1968)، زو إنلاي، تشو دي، تشين يون، لين بياو (من عام 1959).
- اللجنة المركزية التاسعة (1969-1973)
  - لين بياو (توفي عام 1971).
- اللجنة المركزية العاشرة (1973-1977)
  - هوا جوفينج (النائب الأول للرئيس من 6 أبريل 1976، الرئيس من 9 سبتمبر)، تشوان لاي (توفي عام 1976)، وانغ هونغون (تم القبض عليه في عام 1976)، كانغ شنغ (توفي عام 1975)، لي ديشنغ، ياي جيانيانغ، دينغ شياو بينغ (من 1975 إلى 1976، ومن 1977).
- اللجنة المركزية الحادية عشرة (1977-1982)
  - ياي جيانينغ، دنغ شياو بينغ، تشين يون، لي شيانيان، وانغ دونغشينغ، هوا غوفينغ (من عام 1981)، زاو زيانج (من 1981).